# Тшебехов
Тшебѐхов или Тшебехув (на полски: Trzebiechów; на немски: Trebschen) е село в Западна Полша, Любушко войводство, Жельоногурски окръг. Административен център е на селската община Тшебехов. Намира се на 15 km североизточно от войводската столица Жельона Гура. Населението му е 1057 души (2011 г.).

## Личности
В Тжебехов е родена българската царица Елеонора фон Ройс-Кьостриц (1860 – 1917).